# Atrapado en el Cielo
Atrapado en el Cielo es el 1.er episodio de los Thunderbirds, serie de televisión de Gerry Anderson para Supermarionation. El episodio salió al aire primero en ATV Midlands el 30 de septiembre de 1965.

## Sinopsis
Cuando el Rescate Internacional comienza operaciones, el Fireflash, en su primera travesía de Londres a Tokio, es saboteado por The Hood y es incapaz aterrizar.

## Argumento
The Hood, el malvado medio hermano de Kyrano el criado de los Tracy, usa sus poderes hipnóticos para obligar a Kyrano a decirle cuando Rescate Internacional será operacional. El descubre que ellos están listos para la acción, él viaja a Londres y coloca una bomba en el Fireflash, un revolucionario y nuevo avión de impulso atómico en su primer viaje a Tokio. La bomba es colocada de tal forma que cuando el avión aterrize detone al instante. Después de que una llamada anónima (hecha por The Hood) informe que hay una bomba en el interior del Fireflash, la Torre de control de Londres le ordena al Fireflash que regresen. Después de tomar una Radiografía del ala, descubren que la amenaza de bomba es real. Después de que varios esfuerzos por el Aeropuerto de Londres por quitar la bomba (por acrobacias aéreas y un intento de abordaje) fallen la esperanza se pierde.
Resulta que la hija de Kyrano, Tin-Tin, también esta a bordo del Fireflash.
Todo el tiempo John Tracy a bordo del Thunderbird 5, ha estado siguiendo sus esfuerzos infructuosos. Él avisa la Isla Tracy y Jeff Tracy envía Scott y Virgil en los Thunderbirds 1 y 2 respectivamente, con el Thunderbird 2 transportando la Vaina 3 y los Automóviles Ascensor de Control remoto.
El plan es aterrizar el Fireflash en los Automóviles Ascensor de Control remoto con el tren de aterrizaje arriba, reduciendo el impacto del aterrizaje y prevendrán la detonación de la bomba.
Cuando el Thunderbird 1 aterriza Scott prepara el Mando Móvil, The Hood intenta tomar fotografías dentro y fuera del Thunderbird 1. Lo que él no sabe es que la nave tiene una alarma llamada Detector Automático de Fotografías y Scott descubre lo ocurrido desde la Unidad de Mando Móvil. Scott le dice al personal del Aeropuerto de Londres, y la Seguridad del Aeropuerto sale en persecución del automóvil de The Hood.
Entretanto, el Thunderbird 2 aterriza y Virgil despliega tres Automóviles Ascensor. El Automóvil 1 es manejado solo por las manos mientras los Automóviles 2 y 3 son controlados remotamente por él 1. Ellos llegan al final de la Pista de aterrizaje 29 y esperan. Aunque hay un problema. Mientras esperaban, hay una falla electrónica en el Automóvil 3, pero se resuelve pronto. A estas alturas, el Factor de Seguridad antiradiación del Fireflash es gravemente bajo. Al comenzar su acercamiento el Fireflash, el Automóvil 3 se sale de control y se estrella con un avión estacionado, afortunadamente vacío. El Fireflash es obligado a retomar el vuelo y prepararse para otro aterrizaje, mientras Virgil se dirige al borde de la pista de aterrizaje y llama al automóvil de reserva. Automóvil 4 surge de la Vaina y es preparado para el aterrizaje.
Cuando el Fireflash desciende sobre los automóviles, Virgil aplica los frenos y Fireflash activa el propulsor Inverso. Pero cuando ellos se acercan al fin de la pista de aterrizaje, parece que chocará. Virgil aplica los frenos al máximo a todos los automóviles e intenta desviar las ruedas del Automóvil Ascensor Maestro para retardarlo. Cuando las ruedas empiezan a explotar después de ser calentadas por la fricción, Virgil pierde el control del Automóvil Ascensor Maestro y pierde su posición bajo el cono de la nariz. Como él cono cae sobre la pista de aterrizaje, las chispas vuelan y Virgil choca en la zanja de al lado de la pista de aterrizaje. El Fireflash se detiene al final de la pista de aterrizaje, y los camiones de bomberos y ambulancias se apresuran al avión.
Después de oír que la Policía del Aeropuerto perdió a The Hood en la carretera M1
que se dirige hacia Birmingham, Scott contacta con la Agente de Rescate Internacional en
Londres, Lady Penélope Creighton-Ward. Ella sigue a The Hood en el FAB1, su
brillante Rolls Royce rosa, y usando el cañón incorporado, lo envía
fuera del camino.
The Hood sobrevive, pero sus fotografías se han arruinado.
De regreso en la Isla Tracy, Jeff llama a un doctor para verificar si Kyrano está bien. Mientras el doctor platica con Jeff, él ve el periódico informando el incidente del Fireflash, y abiertamente felicita a Rescate Internacional. Él dice entonces, "La única cosa que más me gustaría hacer, es estrecharles la mano." Entonces Jeff estrecha la mano del doctor, para que el doctor consiga su deseo inconscientemente.
Al respecto Jeff, después de la salida del doctor, dice, "Bien yo supongo que ese apretón de manos era para todos nosotros. Muchachos, yo pienso que estamos en el negocio."

## Reparto

### Reparto de voz regular
- Jeff Tracy — Peter Dyneley
- Scott Tracy — Shane Rimmer
- Virgil Tracy — David Holliday
- Alan Tracy — Ray Barrett (después Matt Zimmerman)
- Gordon Tracy — David Graham
- John Tracy — Ray Barrett
- Brains — David Graham
- Kyrano — David Graham
- Tin-Tin Kyrano — Christine Finn
- Lady Penélope Creighton-Ward — Sylvia Anderson
- Aloysius "Nosey" Parker — David Graham
- The Hood — Ray Barrett

### Reparto de voz invitado
- Comandante Norman — Peter Dyneley
- Captain Hanson — David Graham
- Copiloto del Fireflash — Ray Barrett
- Asistente de Control — Ray Barrett
- Lugarteniente Bob Meddings — David Graham
- Harris — Ray Barrett
- Piloto del TX 204 — Ray Barrett
- Copiloto del TX 204 — Shane Rimmer
- Interceptor Uno — Peter Dyneley
- Guía de Air Terrainean — Sylvia Anderson
- Pasajero del Fireflash — David Graham
- Doctor — David Graham

## Equipo principal
Los vehículos y equipos vistos en el episodio son:
- Thunderbird 1 (con la Unidad del Mando Móvil)
- Thunderbird 2 (llevando la Vaina 3)
- Los Automóviles Ascensor de Control remoto
- Thunderbird 5
- FAB1
- Fireflash
- TX 204 Avión de Transporte de Blancos (objetivos)

## Errores
- En la versión en inglés. Durante la escena del salón de descanso, cuando Alan habla su única y corta línea de diálogo, el "OK padre", es notable que su voz es completamente diferente de su voz en el resto de la serie. Esto es porque durante el primer episodio su voz fue hecha por Ray Barrett, cuando Matt Zimmerman no había sido contratado (sin tener en cuenta esto él aparece todavía en los créditos)

- Mientras The Hood está tomando fotografías exteriores del Thunderbird 1, la "T" de Thunderbird está pintada en el cono de la nariz, mientras todas las otras escenas exteriores muestran que el cono de la nariz no tiene nada.

- Cerca del fin del episodio, el doctor visita la Isla Tracy para inspeccionar a Kyrano. Cuando el doctor se acerca al salón de descanso, los hermanos Tracy comienzan "Operación camuflaje", un dispositivo de emergencia que cambia los cuadros de los hermanos en la pared de sus cuadros con uniformes a sus cuadros de civiles. Sin embargo, durante algunas escenas los cuadros con los uniformes pueden verse todavía, a pesar de la presencia del doctor.

- La escena dónde el automóvil ascensor de Virgil se desvía fuera de la pista de aterrizaje era originalmente un error del equipo de la producción. Sin embargo, a Derek Meddings le gusto tanto el efecto que él decidió guardarlo en el corte final del episodio.